# Naissance en 1395
Naissance
- 1391
- 1392
- 1393
- 1394
- 1395
- 1396
- 1397
- 1398
- 1399

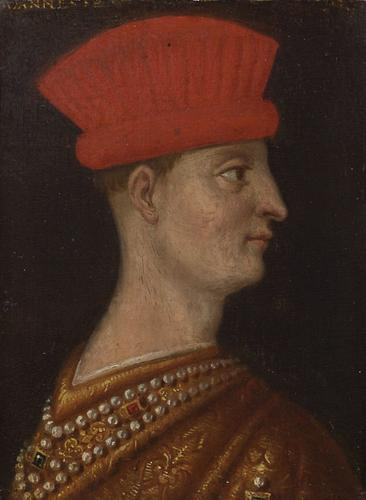
Jean-François de Mantoue, né en 1395.

Cette page dresse une liste de personnalités nées au cours de l'année 1395  :
- 11 ou 12 janvier : Michelle de Valois, duchesse de Bourgogne et comtesse de Flandre.
- 19 février : Bonne d'Armagnac, duchesse d'Orléans.
- 18 mars : Jean Holland, comte de Huntingdon puis 1er duc d'Exeter, commandant militaire pendant la guerre de Cent Ans.
- 23 mars: Jean Jacques de Montferrat, marquis de Montferrat.

- Guido dit Pietro dit Fra Angelico, à Florence, peintre italien.
- Jacques Cœur, grand argentier du roi Charles VII.
- Catherine de Brunswick-Lunebourg, membre de la maison de Brunswick-Lunebourg, héritière des Welf et par son mariage électrice de Saxe.
- Heymeric de Campo, théologien albertiste.
- Jean-François Gonzague de Mantoue, noble italien, margrave de Mantoue.
- Delbeg, Khan et khagan des Mongols.

date incertaine (vers 1395)
- Juan de Alarcon, religieux espagnol, réformateur de l'ordre des Ermites de Saint Augustin.
- Jean Argyropoulos, lettré byzantin, philosophe et humaniste, qui émigra en Italie après la chute de Constantinople.
- Binnya Ran I, onzième souverain du royaume d'Hanthawaddy, en Basse-Birmanie.
- Richard de Montfort dit Richard de Bretagne ou Richard d'Étampes, comte d'Étampes, de Benon et de Mantes, seigneur de Clisson, de Palluau, des Essarts et de Houdan.
- Ambroise de Loré, compagnon de Jeanne d'Arc puis prévôt de Paris.
- André de Rambures, capitaine français au service du roi de France pendant la guerre de Cent Ans.
- Manfred de Saluces, marquis de Saluces (Saluzzo), devenu maréchal de Savoie, ambassadeur, fidèle ami et conseiller du duc Amédée VIII de Savoie
- Juan de Segovia, évêque de Saint-Jean-de-Maurienne, archevêque titulaire de Césarée-en-Palestine et cardinal-prêtre de S. Maria in Trastevere, théologien espagnol.
- Tristão Vaz Teixeira,  navigateur et explorateur portugais.
- Wincenty Kot z Dębna, cardinal polonais.

## Crédit d'auteurs
- Cet article est partiellement ou en totalité issu de l'article intitulé « 1395 » (voir la liste des auteurs).